# Marsa Alam
Marsa Alam (Arabisch مرسى علم) is een plaats in het zuiden van Egypte aan de Rode Zee, 271 km ten zuiden van Hurghada.
De plaats is onder andere bekend als duikgebied om te duiken en te snorkelen.
Marsa Alam wordt momenteel  volop gepromoot en uitgebouwd als de nieuwe topbestemming voor massatoerisme in Egypte

## Bezienswaardigheden
- Wadi-al-Gamal Nationaal park
- Verschillende excursies zijn mogelijk naar nabijgelegen overblijfselen uit de faraonische periode van Egypte.

## Geschiedenis
Jaren geleden lag Marsa Alam nog onder het water van de Rode Zee. De Rode Zee heeft zich langzaam terug getrokken.
Om deze reden kom je in de woestijngebieden van Marsa Alam nog steeds veel schelpen en ook fossielen van zeedieren tegen.

## Klimaat
| Maand                              | jan | feb | mrt | apr | mei | jun | jul | aug | sep | okt | nov | dec | Jaar |
| ---------------------------------- | --- | --- | --- | --- | --- | --- | --- | --- | --- | --- | --- | --- | ---- |
| Gemiddeld maximum (°C)             | 21  | 23  | 25  | 28  | 31  | 33  | 34  | 35  | 33  | 30  | 26  | 23  | 28,5 |
| Gemiddeld minimum (°C)             | 16  | 17  | 19  | 21  | 24  | 27  | 28  | 29  | 27  | 24  | 21  | 18  | 22,5 |
|                                    |     |     |     |     |     |     |     |     |     |     |     |     |      |
| Neerslag (mm)                      | 1   | 0   | 1   | 1   | 1   | 0   | 1   | 0   | 0   | 1   | 1   | 1   | 8    |
| Bron: Weer in Marsa Alam (maanden) |     |     |     |     |     |     |     |     |     |     |     |     |      |

## Verkeer en vervoer
Sinds 2001 bereikbaar via Marsa Alam International Airport.
Sinds 2007 is er ook een rechtstreekse wegverbinding met Edfu in de Nijlvallei waardoor excursies naar Luxor, Aswan en Aboe Simbel veel gemakkelijker zijn geworden.